# El hombre sin patria
El hombre sin patria ist ein Stummfilm des mexikanischen Filmregisseurs Miguel Contreras Torres, der auch das Drehbuch schrieb und die Hauptrolle spielte, aus dem Jahr 1922.  Der Film, der den Genres Melodrama und Abenteuerfilm zuzuordnen ist, handelt von einem mexikanischen Einwanderer in den USA, der schließlich infolge eines Verbrechens wieder zurückkehren muss. Es handelt sich um den ersten mexikanischen Film, der sich mit der Immigration in die Vereinigten Staaten auseinandersetzt.

## Handlung
Der junge Wastrel Rodolfo muss sein Zuhause nach einem Streit mit seinem zornigen Vater verlassen. Er verlässt Mexiko und siedelt in die Vereinigten Staaten über. Als er sein Geld ausgegeben hat, beginnt er für Obdach und Nahrung in einem Restaurant zu arbeiten und wird Mitglied in einer Gruppe von Eisenbahn-Arbeitern. Bei einem Streit mit seinem Vorarbeiter tötet Wastrel diesen. Auf der Flucht kehrt er nach Mexiko zurück. Dort führt er dann wieder ein normales Leben.

## Hintergrund
Bei El hombre sin patria handelt es sich um den ersten mexikanischen Film, der sich mit der Immigration in die Vereinigten Staaten auseinandersetzt. Er wurde von Miguel Contreras Torres’ Produktionsgesellschaft Producciones Contreras Torres umgesetzt. Gedreht wurde an Schauplätzen in Mexiko und den Vereinigten Staaten, darunter Mexiko-Stadt, Ciudad Juárez, El Paso und Los Angeles.